# 세로웨

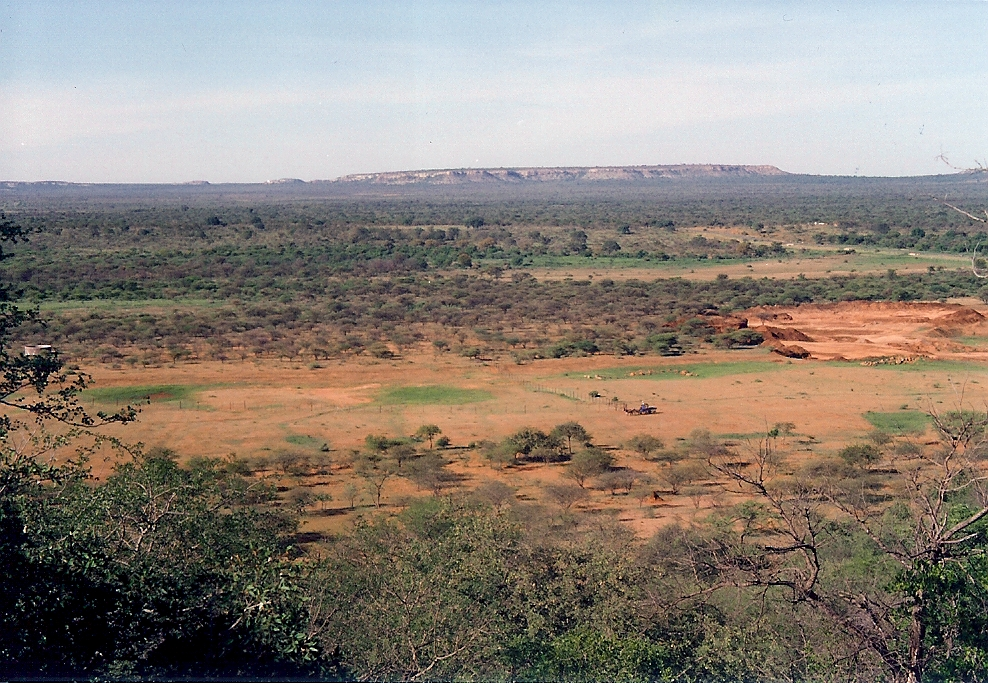

세로웨(Serowe)는 보츠와나의 도시로, 중부 구의 행정 중심지이며 인구는 약 90,000명이다. 수도 가보로네에서 북쪽으로 350km 정도 떨어진 곳에 위치하며 토지가 비옥해 농업이 발달했다. 츠와나인에 속하는 8개 부족 가운데 가장 큰 민족인 바망그와토족의 거점이며 지금도 바망그와토족의 전통적인 가옥과 집회장이 남아 있다.
1903년 바망그와토족의 왕이었던 카마 3세가 세로웨를 건설한 이래 바망그와토족의 중심지로 성장했다. 보츠와나의 초대 대통령인 세레체 카마가 태어난 곳이며 보츠와나의 작가 베시 헤드는 1964년 영국의 보호령인 베추아날란드로 망명한 이후부터 1986년 사망할 때까지 이 곳에 거주하면서 문학 활동을 계속했다.